# تپه قلعه پشت روستای خوشقشلاق
تپه قلعه پشت روستای خوشقشلاق مربوط به هزاره اول قبل از میلاد است و در شهرستان سقز، بخش زیویه، روستای خوشقشلاق واقع شده و این اثر در تاریخ ۲۳ شهریور ۱۳۸۲ با شمارهٔ ثبت ۱۰۰۶۶ به‌عنوان یکی از آثار ملی ایران به ثبت رسیده است.